# ميك فورد
ميك فورد (بالإنجليزية: Mick Ford)‏ هو كاتب سيناريو وممثل بريطاني، ولد في 1 أغسطس 1952.

## وصلات خارجية
- ميك فورد على موقع IMDb (الإنجليزية)
- ميك فورد على موقع ألو سيني (الفرنسية)
- ميك فورد على موقع أول موفي (الإنجليزية)
- ميك فورد على موقع قاعدة بيانات الأفلام السويدية (السويدية)
- ميك فورد على موقع قاعدة بيانات الفيلم (الإنجليزية)
- ميك فورد على موقع كينوبويسك (الروسية)